# Дехкедейе-Талекани
Дехкедейе-Талекани (перс. دهکده طالقانی‎) — село на севере Ирана, в остане Альборз. Входит в состав шахрестана Саводжболаг. Является частью дехестана (сельского округа) Рамджин бахша Чехарбаг.

## География
Село находится в южной части Альборза, к югу от хребта Эльбурс, на расстоянии приблизительно 4 километров к западу-северо-западу (WNW) от Кереджа, административного центра провинции. Абсолютная высота — 1301 метр над уровнем моря.

## Население
По данным переписи 2006 года население села составляло 319 человек (163 мужчины и 156 женщин). В Дехкедейе-Талекани насчитывалось 82 семьи. Уровень грамотности населения составлял 66,14 %. Уровень грамотности среди мужчин составлял 66,87 %, среди женщин — 65,38 %.